# Tumor cardíaco
Tumores cardíacos são os tumores ou neoplasias que se iniciam primariamente no coração.

## Incidência
São menos comuns que as metástases cardíacas, ou seja, os tumores que se localizam no coração, mas originários de outros órgãos, como do pulmão, por exemplo. Sua incidência é em torno de 2 para cada 10.000 necrópsias realizadas.

## Sintomas
Quando presentes, os sintomas são decorrentes de uma combinação de Insuficiência cardíaca, Arritmias e/ou Embolias. Devido a isto, e a imprevisibilidade do local de formação do tumor, os tumores podem mimetizar outras doenças cardíacas.

## Diagnóstico
Pela raridade da ocorrência, não é um diagnóstico frequente. Quando existe suspeita, os seguintes métodos trazem informações significativas: Radiografia de Tórax, Ecocardiografia, Tomografia computadorizada, Ressonância nuclear magnética e Biópsia endomiocárdica.

## Localização e tipos
Os tumores podem ser intracavitários, quando ocorrem dentro de um átrio ou ventrículo, ou intramurais, quando ocorrem no miocárdio, na parede do coração. Os tumores podem ainda ser benignos ou malignos.
Originam-se também no coração os seguintes tipos de tumores:
- Mixoma.
- Fibroelastoma papilar.
- Lipoma.
- Rabdomioma.
- Fibroma.
- Teratoma.
- Hemagioma.
- Angiosarcoma.
- Outros sarcomas.
- Linfoma.

## Tratamento
O tratamento desta situações visa quando possível eliminar o tumor, mas também pode visar diminuir a velocidade de progressão ou diminuir os sintomas associados. As nuances de tratamento dependem do tipo, extensão e localização do tumor. De maneira ampla, pode-se dizer que as das técnicas utilizáveis são cirúrgicas, de quimioterapia e de radioterapia, além das medicações específicas para a síndrome de apresentação da doença.